# Anthony Roux (cyclisme)
Pour les articles homonymes, voir Roux et Anthony Roux.
Anthony Roux, né le 18 avril 1987 à Verdun, est un coureur cycliste français. Il est membre de l'équipe Groupama-FDJ pendant toute sa carrière professionnelle, de 2008 à 2022. Il compte à son palmarès plusieurs podiums lors des championnats de France sur route, dont le titre de champion de France en 2018. Il a également remporté une étape du Tour d'Espagne 2009.

## Biographie

### Débuts cyclistes et carrière chez les amateurs
Membre de l'US Thiervilloise en catégorie cadet,, Anthony Roux est deuxième du championnat de France en 2003. Il intègre ensuite le Pôle Espoirs Cyclisme de Lorraine, et en 2005, avec la sélection régionale de Lorraine, il remporte le Tour de Lorraine juniors, manche de la Coupe du monde de cette catégorie. Il est ensuite sélectionné en équipe de France junior. Il est ainsi vainqueur d'étape et huitième du classement général du Grand Prix Général Patton, et 12e de Liège-La Gleize, et termine neuvième et premier Français au classement de la Coupe du monde. Il participe aux championnats du monde juniors en Autriche, et prend la 64e de la course en ligne. En 2006, il quitte l'US Thiervilloise et rejoint l'équipe Vendée U, puis en 2007 l'UV Aube. Durant cette saison, il se classe deuxième du Grand Prix des vins du Brulhois, manche de la Coupe de France des clubs, troisième du championnat de France du contre-la-montre espoirs, du Tour Nivernais Morvan et de Annemasse-Bellegarde-Annemasse. Avec l'équipe de France des moins de 23 ans, il est deuxième de Liège-Bastogne-Liège espoirs. Anthony Roux devient stagiaire au sein de l'équipe La Française des jeux en milieu d'année, puis passe professionnel l'année suivante dans la même équipe.

### Carrière professionnelle
En 2009, Anthony Roux remporte ses premières victoires professionnelles. Il s'adjuge en effet une étape du Circuit de la Sarthe au premier semestre et remporte à l'issue d'une échappée la 17e étape du Tour d'Espagne 2009 en résistant au retour du peloton réglé par William Bonnet en fin de saison. Au cours de l'année il se classe également troisième du championnat de France sur route en 2009et quatrième du Grand Prix de Plouay.
Il s'impose à deux reprises en 2010, gagnant la dernière étape du Circuit de Lorraine ainsi que la 1re étape du Tour du Poitou-Charentes. Il se classe également deuxième du Duo normand avec son coéquipier Jérémy Roy. En juillet, il participe à son premier Tour de France qu'il termine à la 167e place après avoir été un temps lanterne rouge de l'épreuve.
L'année suivante est la plus prolifique de la carrière d'Anthony Roux et le voit remporter deux courses par étapes. Il s'impose en avril lors du Circuit de la Sarthe avec une victoire d'étape. Vainqueur en mai de deux étapes du Circuit de Lorraine, Roux figure à six secondes du leader Thomas De Gendt au départ de la dernière étape. Sa deuxième place lors de la dernière étape lui permet de prendre les bonifications nécessaires pour dépasser sur le fil le coureur belge et remporter ainsi l'épreuve au bénéfice de l'addition des places obtenues dans les différentes étapes par les deux coureurs,. Roux remporte en septembre le Grand Prix de la Somme. Fin septembre 2011, il est retenu par Laurent Jalabert pour participer aux Championnats du monde à Copenhague. Entreprenant, Roux reste échappé pendant plus de 200 km avant de se faire rejoindre. Il finit à la 113e place du classement. Le 9 octobre 2011, Roux est victime d'une chute lors d'un cyclo-cross disputé à Boulzicourt occasionnant une fracture de deux vertèbres au coureur. Son indisponibilité est évaluée à trois mois.
De retour de blessure en 2012 lors de Tirreno-Adriatico, Roux obtient la quatrième place du contre-la-montre du Critérium international à la fin du mois de mars avant d'être diminué physiquement en avril en raison d'une mycose intestinale contractée lors du Tour du Pays basque.
Initialement présélectionné par Laurent Jalabert pour la course en ligne des Jeux olympiques de 2012, Roux ne fait finalement pas partie des quatre Français retenus.
Anthony Roux commence la saison 2013 par une quatrième place au Grand Prix d'ouverture La Marseillaise à la fin du mois de janvier. Le mois suivant, Roux se classe troisième de l'Étoile de Bessèges après en avoir gagné le contre-la-montre. Participant ensuite au Tour méditerranéen, il est troisième du contre-la-montre avant d'obtenir le 16 février la sixième place du Trofeo Laigueglia. Après un Tour d'Italie où il abandonne durant la seizième étape, il termine à trois reprises dans les cinq premiers d'étapes de la Route du Sud. Lors des championnats de France, il est quatorzième du contre-la-montre puis quatrième de la course en ligne. Quinzième du Tour de Wallonie en juillet, Roux retrouve la victoire en août lors du Tour de Burgos. Tout d'abord quatrième des deux premières étapes, il endosse alors le maillot violet de leader. Il est ensuite deuxième de la troisième étape puis gagne la quatrième étape après le déclassement de Daniele Ratto,,. Roux participe ensuite au Tour d'Espagne dont il est 34e. Sélectionné pour la course en ligne des championnats du monde de Florence disputée à la fin du mois de septembre, Roux termine 44e.
En 2014, Roux voit son mois de mars perturbé par des douleurs au tendon d'Achille droit. En septembre, alors qu'il participe au Tour d'Espagne, il chute au cours de la quinzième étape. Atteint de fractures au niveau de la clavicule gauche et du métacarpe droit ainsi que de contusions dorsales, il quitte la course et doit se faire opérer. En 2015, il termine deuxième du championnat de France, mais est déclassé après avoir provoqué la chute de Nacer Bouhanni dans le sprint final.
Au cours du Tour de France 2016, son contrat avec FDJ est prolongé jusqu'en fin d'année 2018. Quelques semaines plus tard, il se classe 3e du Grand Prix cycliste de Québec et 9e du Grand Prix cycliste de Montréal. À la suite de ces bons résultats, il est sélectionné pour la première fois en équipe de France et participe aux championnats d'Europe de cyclisme sur route organisés à Plumelec (Morbihan) sur l'épreuve du contre-la-montre dont il se classe cinquième.
En juillet 2017, il est présélectionné par Cyrille Guimard pour participer aux championnats d'Europe de cyclisme sur route. Roux fait ensuite partie de la sélection française pour la course en ligne des championnats du monde de Bergen.
En juin 2018, il se classe quatrième du championnat de France du contre-la-montreet remporte le championnat de France sur route à Mantes-la-Jolie devant Anthony Turgis et Julian Alaphilippe. Au mois d'août, il termine troisième de la Classique de Saint-Sébastien et du Tour du Limousin.
En août 2020, il se classe sixième du championnat de France du contre-la-montre remporté par Rémi Cavagna et neuvième de la Bretagne Classic. Il est sélectionné dans l'équipe de France pour le championnat d'Europe disputé à Plouay. Le chef de file de la sélection est Arnaud Démare.
Il commence sa saison 2021 au Tour des Émirats arabes unis. De retour en France après cette course, il chute au cours d'un entraînement. Polytraumatisé, il est atteint de fractures à plusieurs côtes, deux vertèbres cervicales et à une omoplate. Il a également une lésion à un poumon. En août 2022, il annonce mettre un terme à sa carrière à l'issue de la saison, après quinze saisons au sein de l'équipe FDJ. Sélectionné pour le contre-la-montre des championnats d'Europe, il s'y classe 21e.

### Après-carrière
Anthony Roux annonce se consacrer au triathlon après sa carrière de cycliste professionnel. Après avoir effectué plusieurs triathlons, il participe en mai 2023 au Grand Prix Boris Carène, une épreuve cycliste Élite nationale, sous le maillot de l'US Lamentin. Après avoir terminé dixième en triathlon de l'Ironman de Nice en juin, il passe professionnel dans cette discipline au mois de septembre. En 2024 il remporte le Ventouxman .

## Palmarès et classements mondiaux

### Palmarès amateur
| - 2003 - 2e du championnat de France sur route cadets - 2005 - Classement général du Tour de Lorraine juniors - 1re étape du Grand Prix Général Patton - 2006 - 1re étape du Circuit des Trois Provinces - 2e des Boucles de la Loire - 2e des Deux Jours cyclistes de Machecoul | - 2007 - 2e de Liège-Bastogne-Liège espoirs - 2e du Grand Prix des vins du Brulhois - 2e du Tour du Béarn - 3e d'Annemasse-Bellegarde et retour - 3e du Tour Nivernais Morvan - 3e du championnat de France du contre-la-montre espoirs - 3e du Tour de Moselle |  |

### Palmarès professionnel
| - 2009 - 4e étape du Circuit de la Sarthe - 17e étape du Tour d'Espagne - 2e des Boucles de l'Aulne - 3e du championnat de France sur route - 4e du Grand Prix de Plouay - 2010 - 5e étape du Circuit de Lorraine - 1re étape du Tour du Poitou-Charentes - 2e du Duo normand (avec Jérémy Roy) - 2011 - Circuit de la Sarthe : - Classement général - 4e étape - Circuit de Lorraine : - Classement général - 1re et 4e étapes - Grand Prix de la Somme - 2e du championnat de France sur route - 2e du Duo normand (avec Jérémy Roy) - 2013 - 6e étape de l'Étoile de Bessèges (contre-la-montre) - 4e étape du Tour de Burgos - 3e de l'Étoile de Bessèges | - 2014 - 2e du championnat de France du contre-la-montre - 2015 - 2e étape du Circuit de la Sarthe - 6e du Grand Prix Ouest-France de Plouay - 2016 - 2e du championnat de France du contre-la-montre - 3e du Grand Prix cycliste de Québec - 5e du championnat d'Europe du contre-la-montre - 9e du Grand Prix cycliste de Montréal - 2017 - 3e du championnat de France du contre-la-montre - 7e de la Classique de Saint-Sébastien - 2018 - Champion de France sur route - 4e étape de la Route d'Occitanie - 1re étape du Tour du Limousin - 3e de la Classique de Saint-Sébastien - 3e du Tour du Limousin - 10e du Grand Prix cycliste de Québec - 2020 - 9e de la Bretagne Classic - 10e du championnat d'Europe du contre-la-montre |  |

### Résultats sur les grands tours

#### Tour de France
5 participations
- 2010 : 167e
- 2011 : 101e
- 2012 : 126e
- 2016 : 63e
- 2019 : 102e

#### Tour d'Italie
3 participations
- 2013 : abandon (16e étape)
- 2015 : 87e
- 2018 : 76e

#### Tour d'Espagne
6 participations
- 2009 : 120e, vainqueur de la 17e étape
- 2013 : 34e
- 2014 : abandon (15e étape)
- 2017 : 52e
- 2020 : 66e
- 2021 : 58e

### Classements mondiaux
En 2005, l'UCI ProTour et les circuits continentaux sont créés, ayant chacun leur classement. En 2009, un « classement mondial UCI » remplace le classement ProTour. Il prend en compte les points inscrits lors des courses ProTour et des courses qui n'en font plus partie, regroupées dans un « calendrier historique », soit au total 26 courses en 2010. L'UCI ProTour devient l'UCI World Tour et comprend 27 courses en 2011 et son classement ne concerne que les coureurs membres des 18 équipes ProTeam, dont FDJ ne fait plus partie. L'année suivante, FDJ-BigMat retrouve un statut de ProTeam, ce qui fait que Roux peut être classé au World Tour.
| Année                  | 2007 | 2008 | 2009 | 2010 | 2011 | 2012 | 2013 | 2014 | 2015 | 2016 | 2017 |
| ---------------------- | ---- | ---- | ---- | ---- | ---- | ---- | ---- | ---- | ---- | ---- | ---- |
| Classement ProTour     |      | nc   |      |      |      |      |      |      |      |      |      |
| Calendrier mondial UCI |      |      | 80e  | nc   |      |      |      |      |      |      |      |
| UCI World Tour         |      |      |      |      |      | nc   | nc   | 221e | 118e | 80e  | 130e |
| UCI Europe Tour        | 522e |      | nc   |      | 7e   |      |      |      |      | 346e | 816e |